# Djurgårdens IF Fotboll 1940/1941
Djurgårdens IF Fotboll, spelade 1940/1941 i Division 2 Norra, man kom på 2:a plats, efter Reymersholms IK.
Med ett hemmapubliksnitt på 1821 blev Per Larner lagets bäste målskytt med 7 mål.